# Fly Tyrol
Fly Tyrol (Handelsname der ABC Bedarfsflug) ist eine österreichische Fluggesellschaft mit Sitz in Innsbruck. Das Unternehmen ist auf Geschäftsreise- und Rundflüge spezialisiert.

## Flotte
Mit Stand September 2022 besteht die Flotte der Fly Tyrol aus sechs Flugzeugen:
| Flugzeugtyp          | Anzahl | bestellt | Luftfahrzeugkennzeichen | Anmerkungen |
| -------------------- | ------ | -------- | ----------------------- | ----------- |
| Cessna Citation CJ2+ | 1      |          | OE-FLA                  |             |
| Cessna Citation CJ3+ | 1      |          | OE-GAF                  |             |
| Cessna Citation M2   | 1      |          | OE-FGC                  |             |
| Cessna Citation XLS  | 2      |          | OE-GBR                  |             |
| Cessna Citation XLS  | 2      | OE-GKE   |                         |             |
| Gesamt               | 5      | –        |                         |             |

früher verwendete:
- Bombardier Challenger 604
- Rockwell Commander 114
- Cessna Citation XLS+